# Гагаринская набережная
Гага́ринская на́бережная — набережная в городе Сестрорецке Курортного района Санкт-Петербурга. Юридически проходит от Гагаринской улицы до улицы Токарева, фактически представляет собой тропинку по берегу Водосливного канала.
Название появилось в 1930-х годах и происходит от местности Гагарка. По ней также получила названия Гагаринская улица.
Нумерации по Гагаринской набережной нет.